# (3571) Milanštefánik
(3571) Milanštefánik ist ein Asteroid des äußeren Hauptgürtels, der am 15. März 1982 von dem tschechischen Astronomen Antonín Mrkos am Kleť-Observatorium (IAU-Code 046) bei Český Krumlov entdeckt wurde. Bei der Beobachtung vom 15. März 1982 befand sich der Asteroid im Sternbild Becher. Eine unbestätigte Sichtung des Asteroiden (1976 NL) hatte es schon am 1. Juli 1976 am Krim-Observatorium in Nautschnyj gegeben.
(3571) Milanštefánik gehört zur Hilda-Gruppe, das heißt, er bewegt sich in einer Bahnresonanz von 3:2 mit dem Planeten Jupiter um die Sonne. Namensgeber dieser Gruppe ist der Asteroid (153) Hilda.
Der Asteroid hat eine sehr dunkle Oberfläche mit einer Albedo von 0,0424 (± 0,008). Der mittlere Durchmesser wurde grob mit 38,88 (± 3,2) Kilometer berechnet.
Er wurde am 7. November 1995 nach dem slowakischen Politiker, Astronomen, Diplomaten, Offizier, französischen Militärpiloten, General und einem der drei Gründerväter der Ersten Tschechoslowakischen Republik Milan Rastislav Štefánik benannt. Der Benennungstext ehrt ihn als Astronomen und Meteorologen.